# Février 1790

## Événements
- Matsudaira Sadanobu (1758-1829), principal acteur du gouvernement du Japon, ordonne que l’on envoie massivement les mendiants (à condition qu’ils soient innocents de tout crime) en exil sur l’île de Sado, dans la mer du Japon[1]. D’autres camps de séjours (yoseba) seront installés dans d’autres lieux. Les itinérants sont officiellement rassemblés dans ces camps de réhabilitation par le travail pour préparer leur retour dans la société. Il apparaît rapidement que l’exil à Sado revient de fait à une condamnation au bagne, puis à la mort.

- 1er février : la Cour suprême des États-Unis siège pour la première fois.

- 11 février, États-Unis : deux membres de la Société religieuse des Amis font une pétiton pour l'abolition de l'esclavage.

- 13 février - 19 février, France : l'Assemblée constituante décide l'abolition des vœux monastiques et la suppression des ordres et congrégations régulières autres que d'éducation publique et de charité.

- 20 février : mort de Joseph II. Début du règne de son frère Léopold II, empereur des Romains, roi de Hongrie et de Bohême (fin en mars 1792). Il arrive de Florence le 6 mars[2].

- 25 février, France : loi sur l'héritage des enfants.

- 26 février : décret sur les dénominations des départements français[3].

- 28 février, France : décrets sur l'organisation nouvelle de l'armée. Les grades militaires ne sont plus réservés aux nobles.

## Naissances
- 2 février : William Elford Leach (mort en 1836), zoologiste britannique.
- 3 février : Gideon Mantell, obstétricien, géologue et paléontologue britannique.
- 4 février : John Bachman (mort en 1874), pasteur et naturaliste américain.
- 12 février : Jean Jacques Nicolas Huot (mort en 1845), géographe, géologue et naturaliste français.

## Décès
- 5 février : William Cullen (né en 1710), chimiste et physicien écossais.
- 20 février : l'empereur Joseph II.